# Discophora helvidius
Discophora helvidius är en fjärilsart som beskrevs av Hans Fruhstorfer 1911. Discophora helvidius ingår i släktet Discophora och familjen praktfjärilar. Inga underarter finns listade i Catalogue of Life.